# Real Zaragoza 1998-1999
Questa voce raccoglie le informazioni riguardanti il Real Zaragoza nelle competizioni ufficiali della stagione 1998-1999

## Rosa
| N. |                        | Ruolo | Calciatore           |
| -- | ---------------------- | ----- | -------------------- |
| 1  | Spagna (bandiera)      | P     | Juanmi García        |
| 2  | Spagna (bandiera)      | D     | Alberto Belsué       |
| 3  | Spagna (bandiera)      | D     | Jesús Ángel Solana   |
| 4  | Spagna (bandiera)      | D     | Luis Carlos Cuartero |
| 5  | Brasile (bandiera)     | D     | Gilmar               |
| 6  | Spagna (bandiera)      | D     | Xavier Aguado        |
| 7  | Paesi Bassi (bandiera) | C     | Nordin Wooter        |
| 8  | Spagna (bandiera)      | C     | Santiago Aragón      |
| 9  | Jugoslavia (bandiera)  | A     | Savo Milošević       |
| 10 | Spagna (bandiera)      | A     | Ander Garitano       |
| 11 | Spagna (bandiera)      | A     | Yordi                |
| 12 | Brasile (bandiera)     | A     | Jamelli              |
| 13 | Spagna (bandiera)      | P     | César Láinez         |

| N. |                      | Ruolo | Calciatore               |
| -- | -------------------- | ----- | ------------------------ |
| 14 | Spagna (bandiera)    | C     | José Ignacio             |
| 16 | Argentina (bandiera) | C     | Pablo Javier Díaz Stalla |
| 17 | Russia (bandiera)    | C     | Vladislav Radimov        |
| 18 | Argentina (bandiera) | C     | Kily González            |
| 19 | Argentina (bandiera) | C     | Gustavo López            |
| 20 | Argentina (bandiera) | C     | Roberto Acuña            |
| 21 | Spagna (bandiera)    | A     | Javi Peña                |
| 22 | Svezia (bandiera)    | D     | Gary Sundgren            |
| 23 | Spagna (bandiera)    | D     | Paco Jémez               |
| 24 | Spagna (bandiera)    | C     | Marcos Vales             |
| 25 | Austria (bandiera)   | P     | Otto Konrad              |
| 25 | Colombia (bandiera)  | P     | Faryd Mondragón          |
| 27 | Spagna (bandiera)    | C     | Luis Helguera            |

## Andamento in campionato
| Giornata  | 1 | 2 | 3 | 4 | 5 | 6 | 7 | 8 | 9 | 10 | 11 | 12 | 13 | 14 | 15 | 16 | 17 | 18 | 19 | 20 | 21 | 22 | 23 | 24 | 25 | 26 | 27 | 28 | 29 | 30 | 31 | 32 | 33 | 34 | 35 | 36 | 37 | 38 |
| --------- | - | - | - | - | - | - | - | - | - | -- | -- | -- | -- | -- | -- | -- | -- | -- | -- | -- | -- | -- | -- | -- | -- | -- | -- | -- | -- | -- | -- | -- | -- | -- | -- | -- | -- | -- |
| Luogo     | C | T | T | C | T | C | T | C | T | C  | T  | C  | T  | C  | T  | C  | T  | C  | T  | T  | C  | C  | T  | C  | T  | C  | T  | C  | T  | C  | T  | C  | T  | C  | T  | C  | T  | C  |
| Risultato | V | V | P | V | V | P | P | P | V | P  | N  | V  | N  | P  | N  | V  | N  | V  | P  | P  | N  | N  | V  | V  | P  | P  | N  | V  | P  | N  | V  | V  | P  | V  | P  | V  | N  | V  |
| Posizione | 2 | 1 | 3 | 2 | 1 | 2 | 5 | 8 | 6 | 9  | 9  | 8  | 7  | 9  | 11 | 9  | 9  | 8  | 10 | 12 | 12 | 13 | 10 | 9  | 9  | 9  | 9  | 8  | 9  | 10 | 9  | 7  | 9  | 8  | 10 | 10 | 9  | 9  |

Fonte:  Temporada 1998-99 Primera División, su bdfutbol.com, Bdfutbol.
Legenda:

Luogo: C = Casa; T = Trasferta. Risultato: V = Vittoria; N = Pareggio; P = Sconfitta.